# کریم کریموف
کریم کریموف (ترکی آذربایجانی: Kərim Əli oğlu Kərimov، روسی: Керим Алиевич Керимов; زاده ۱۹۱۷ در باکو – درگذشت ۲۰۰۳ در مسکو) یک دانشمند مشهور مهندسی هوافضا آذربایجانی اهل روسیه و پیشتر شوروی سابق بوده است. کریموف یکی از بنیانگذاران صنعت فضایی اتحاد جماهیر شوروی است، و برای سال‌های بسیاری از چهره‌های اصلی در برنامه فضایی اتحاد جماهیر شوروی محسوب می‌شد.

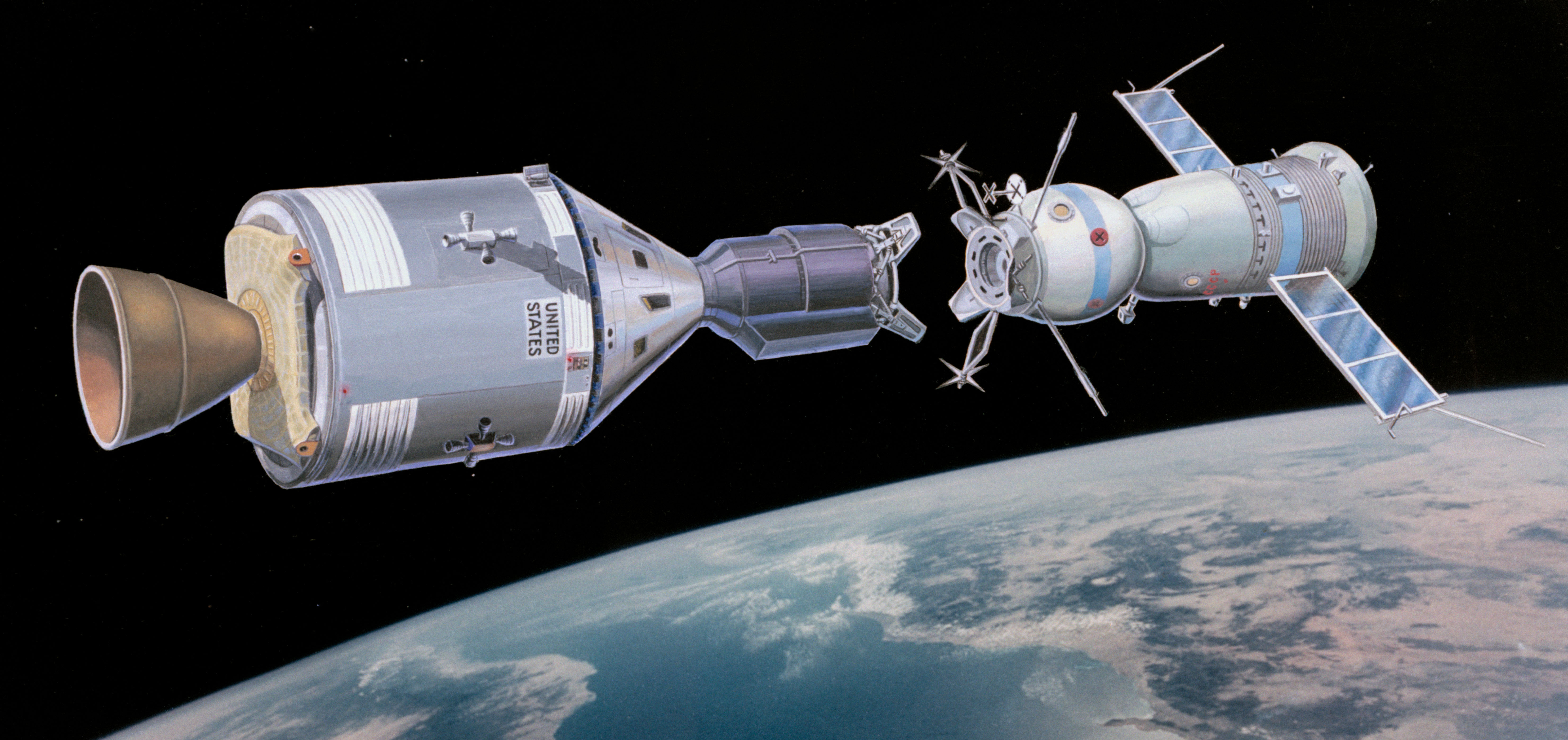
پروژه آزمایشی آپولو–سایوز. مسئول بازسازی‌های مربوط به تهیه پرواز را در سال ۱۹۷۵ کریم کریموف عهده دار بود.